# André Uyttebrouck
 (novembre 2018).
Si vous disposez d'ouvrages ou d'articles de référence ou si vous connaissez des sites web de qualité traitant du thème abordé ici, merci de compléter l'article en donnant les références utiles à sa vérifiabilité et en les liant à la section « Notes et références ».
André Uyttebrouck (1935-1994) est un médiéviste, archiviste et professeur d'histoire belge. Docteur en histoire, il est prix de l'Académie royale de Belgique.

## Biographie
Spécialiste du bas Moyen Âge, des Pays-Bas bourguignons, de l'histoire de Bruxelles et de l'histoire sociale (paupérisme), André Uyttebrouck commença sa carrière aux Archives générales du Royaume (AGR) à Bruxelles en 1959. De 1967 à 1984, il est archiviste de l'Université libre de Bruxelles (ULB), le premier en fait, puisque c'est lui qui créa véritablement ce service. De 1983 à 1988, il est directeur des Bibliothèques de son université. Également professeur d'histoire, à partir de 1971, il enseigne notamment la diplomatique, les sciences auxiliaires de l'histoire (héraldique, sigillographie, chronologie...) et l'histoire de la pédagogie à l'ULB.

## Publications (aperçu)
- Le gouvernement du duché de Brabant au bas Moyen Âge ; 2 vol.; Bruxelles (Éditions de l'Université de Bruxelles), 1975. - Thèse de doctorat.
- Phénomènes de centralisation dans les Pays-Bas avant Philippe le Bon; in: RBPH / Revue belge de philologie et d'histoire, t. 69, fasc. 4, 1991; pp. 872-904. Cf. https://www.persee.fr/doc/rbph_0035-0818_1991_num_69_4_3800
- Une confédération et trois principautés ; in: La Wallonie, le pays et les hommes : Histoire - Économies - Sociétés, vol. I (dirigé par Hervé Hasquin); Bruxelles, 1975.
- (sous la direction de; avec Georges-Henri Dumont), Bruxelles - 1000 ans de vie quotidienne ; Bruxelles (La Renaissance du Livre), 1979.
- Un souhait non réalisé: la création d'un collège d'humanités à Charleroi à la fin de l'Ancien Régime ; in: Hommages à la Wallonie - Mélanges offerts à Maurice-Aurélien Arnould et Pierre Ruelle; édités par Hervé Hasquin; Bruxelles (Éditions de l'Université de Bruxelles), 1981; pp. 453-465.
- La laïcisation de l'enseignement en Hainaut au 19e siècle et au début du 20e siècle ; in: Recueil d'études d'histoire hainuyère offertes à Maurice A. Arnould ; = Analectes d'histoire du Hainaut; collection publiée par Hannonia sous la direction de Jean-Marie Cauchies et Jean-Marie Duvosquel; 2 tomes (I et II), 1982; pp. 207-227 du t. II.
- L'entretien des enfants trouvés à Jauchelette (Brabant wallon) au XIIIe et au XVIIe siècle ; in: La Belgique rurale du Moyen Âge à nos jours - Mélanges offerts à Jean-Jacques Hoebanx ; Bruxelles (U.L.B. - Fac. de Philosophie et Lettres), 1985; pp. 229-240.
- Des documents déconcertants: Les comptes des pauvres de la paroisse de Meeffe (1395-1416) ; in: Villes et campagnes au Moyen Âge - Mélanges Georges Despy; publiés par Jean-Marie Duvosquel & Alain Dierkens; Liège (Éditions du Perron), 1991; pp. 693-711.
- Agrégation de l'Enseignement secondaire supérieur - Cours d'histoire de la pédagogie; ULB - Presses universitaires de Bruxelles; 1975/76 (1ère édition), 3e tirage (1978/79).
- L'enseignement technique et professionnel dans nos régions - Aperçu historique (du Moyen Âge à nos jours) ; in: L'écho de l'A.Pr.Br (= Association des professeurs issus de l'Université libre de Bruxelles), n° 61-62, septembre 1992; pp. 6-8 (avec références bibliogr.).